# Australia na Zimowych Igrzyskach Olimpijskich 1968
Australię na Zimowych Igrzyskach Olimpijskich 1968 reprezentowało 3 sportowców. Chorążym ekipy był Malcolm Milne. Był to szósty start reprezentacji Australii na zimowych igrzyskach olimpijskich.

## Skład kadry

### Narciarstwo alpejskie
Mężczyźni
| Zawodnik      | Konkurencja   | Kwalifikacje | Kwalifikacje | Kwalifikacje | Kwalifikacje | Finał   | Finał   | Finał   | Finał   | Finał   | Finał   |
| Zawodnik      | Konkurencja   | Bieg 1       | Miejsce      | Bieg 2       | Miejsce      | Bieg 1  | Miejsce | Bieg 2  | Miejsce | Suma    | Miejsce |
| ------------- | ------------- | ------------ | ------------ | ------------ | ------------ | ------- | ------- | ------- | ------- | ------- | ------- |
| Malcolm Milne | Zjazd         |              |              |              |              |         |         |         |         | 2:05,36 | 24      |
| Malcolm Milne | Slalom gigant |              |              |              |              | 1:51,25 | 38      | 1:52,60 | 35      | 3:43,85 | 33      |
| Malcolm Milne | Slalom        | 1:23,26      | 5            | 58,08        | 1 Q          | 56,36   | 41      | 56,06   | 25      | 1:52,42 | 24      |

### Biegi narciarskie
Mężczyźni
| Zawodnik    | Konkurencja                     | Wyścig    | Wyścig  |
| Zawodnik    | Konkurencja                     | Czas      | Miejsce |
| ----------- | ------------------------------- | --------- | ------- |
| Ross Martin | Bieg na 15 km stylem klasycznym | 58:00,2   | 60      |
| Ross Martin | Bieg na 30 km stylem klasycznym | 1:55:17,3 | 60      |

### Łyżwiarstwo szybkie
Mężczyźni
| Zawodnik     | Konkurencja    | Finał  | Finał   |
| Zawodnik     | Konkurencja    | Czas   | Miejsce |
| ------------ | -------------- | ------ | ------- |
| Colin Hickey | Bieg na 500 m  | 43,3   | 41      |
| Colin Hickey | Bieg na 1500 m | 2:16,7 | 49      |